# Le Theil-Nolent
Le Theil-Nolent ist eine französische Gemeinde mit 272 Einwohnern (Stand 1. Januar 2022) im Département Eure in der Region Normandie.

## Geografie
Le Theil-Nolent liegt in Nordfrankreich in der Landschaft Lieuvin, 47 Kilometer südöstlich von Le Havre, etwa neun Kilometer nordwestlich von Bernay, dem Sitz der Unterpräfektur des Arrondissements und 6,3 Kilometer nordöstlich von Thiberville, auf einer mittleren Höhe von 174 Metern über dem Meeresspiegel. Die Mairie steht auf einer Höhe von 178 Metern. Nachbargemeinden von Le Theil-Nolent sind Le Favril im Norden, Bazoques im Nordosten, Courbépine im Südosten und Duranville im Westen. Das Gemeindegebiet hat eine Fläche von 411 Hektar.
Die Gemeinde ist einer Klimazone des Typs Cfb (nach Köppen und Geiger) zugeordnet: Warmgemäßigtes Regenklima (C), vollfeucht (f), wärmster Monat unter 22 °C, mindestens vier Monate über 10 °C (b). Es herrscht Seeklima mit gemäßigtem Sommer.

## Geschichte
Im Jahr 1065 schenkte Gilbertus Crispinus (1046–1117) die Ortschaft der Abtei Le Bec. Der Abt von Le Bec hatte das Kirchenpatronat bis zur Französischen Revolution (1789–1799) inne. Le Theil-Nolent unterstand der Abtei von Bec als Baronie bis ins 18. Jahrhundert. Der Ortsname wurde 1183 als Tylia erstmals in einer Urkunde Heinrichs II. erwähnt und entstand laut Walther von Wartburg aus dem mundartlichen Begriff teil für das französische Wort tilleul (‚Linde‘).
Um 1774 gab es in Le Theil-Nolent ein Lehen namens Montpoignant, das nicht der Abtei Le Bec, sondern der gleichnamigen Seigneurie in Saint-Ouen-de-Pontcheuil unterstand. Die Abtei verschenkte ihren Lehensanspruch auf Le Theil-Nolent im 18. Jahrhundert.
1793 erhielt Le Theil-Nolent als Le Theil Nocent im Zuge der Französischen Revolution den Status einer Gemeinde und 1801 unter dem heutigen Namen durch die Verwaltungsreform unter Napoleon Bonaparte das Recht auf kommunale Selbstverwaltung.
Erst 1890 wurde ein Gebäude errichtet, das Mairie und Dorfschule beherbergte. Auch der Lehrer wohnte dort. Vorher wurde ein „Wachhaus“ als behelfsmäßige Mairie genutzt. Dort war zugleich die lokale Confrérie de charité untergebracht.

### Bevölkerungsentwicklung
| 1962                       | 1968 | 1975 | 1982 | 1990 | 1999 | 2006 | 2012 | 2020 |
| -------------------------- | ---- | ---- | ---- | ---- | ---- | ---- | ---- | ---- |
| 164                        | 164  | 155  | 157  | 173  | 186  | 201  | 246  | 243  |
| Quellen: Cassini und INSEE |      |      |      |      |      |      |      |      |

## Kultur und Sehenswürdigkeiten
An einem Teich steht ein Lavoir.

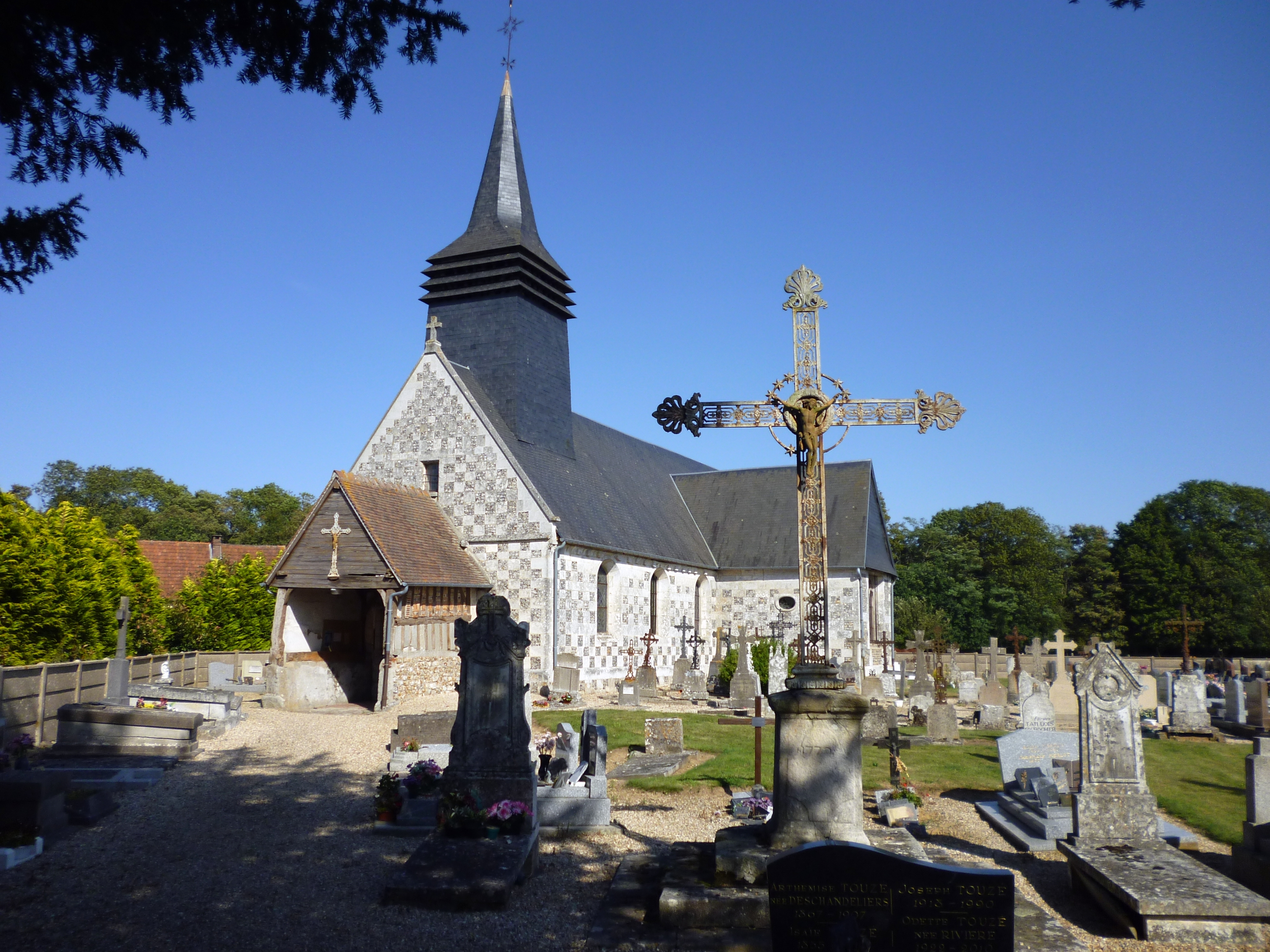
Die Kirche Sainte-Colombe

Le Theil-Nolent gehört zur römisch-katholischen Gemeinschaft Courbépine, die Teil der Pfarrei Notre Dame de Charentonne des Bistums Évreux ist. Die Kirche Sainte-Colombe ist Kolumba von Sens geweiht. Sie wurde im 16. Jahrhundert erbaut und im 18. Jahrhundert umgebaut. In der Kirche steht eine Statue der Jungfrau mit dem Kinde aus dem 15. Jahrhundert. Die Statue wurde 1976 als Monument historique (‚historisches Denkmal‘) klassifiziert und damit unter Denkmalschutz gestellt. Einige Gegenstände aus der Kirche wurden 1977 in das Zusatzverzeichnis der Monuments historiques eingetragen. Dazu gehört das Taufbecken aus dem 16. Jahrhundert, eine Kreuzigungsgruppe und eine Statue der Apollonia von Alexandria aus dem 17. Jahrhundert sowie Chorgestühl, Sitzbänke, Altarretabel und Tabernakel aus dem 18. Jahrhundert.
Im Weiler La Vastine steht ein Schrein, der der Jungfrau Maria von Lourdes geweiht ist. Er wurde von einer ortsansässigen Familie 1945 zum Dank dafür errichtet, dass bei der Bombardierung der Gemeinde im Zweiten Weltkrieg (1939–1945) während der Operation Overlord kein Familienmitglied zu Schaden kam. Die Einwohner hatten sich selbst Schützengräben gebaut, in die sie sich flüchteten. 1994 schenkte die damalige Besitzerin den Schrein und das angrenzende Grundstück der Gemeinde.
Das Herrenhaus von Coudray wurde im 17. Jahrhundert als Jagdschloss errichtet. Es gehörte den Seigneurs von Coudray. Es befindet sich im Privatbesitz. Nach 1991 wurde es von den heutigen Besitzern restauriert.
Das „Schloss der Abtei“ wurde im 19. Jahrhundert erbaut. Es gehört dem Maire Michel Millard de Montrion (Stand 2013). Am Rand des Grundstücks ließ er 1997 eine Statue der Kolumba von Sens aufstellen.

## Wirtschaft und Infrastruktur

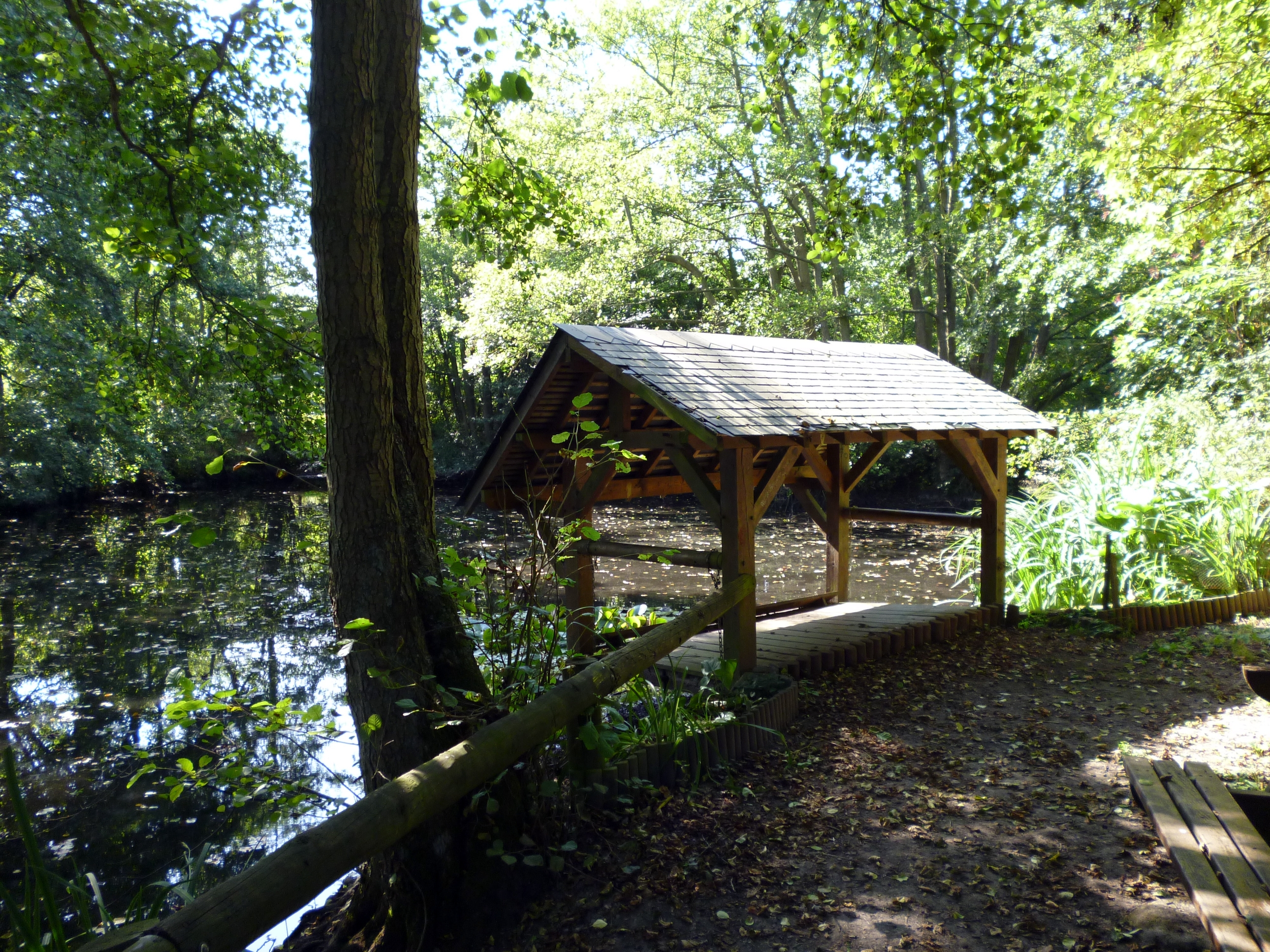
Lavoir

Im Jahr 2009 waren 17,8 Prozent der Erwerbstätigen in der Gemeinde beschäftigt, die anderen waren Pendler. 9,1 Prozent der Arbeitnehmer waren arbeitslos.
Es gibt eine öffentliche Grundschule in der Gemeinde.
Der nächstgelegene Bahnhof ist der 8,7 Kilometer entfernte Bahnhof von Bernay. Der nächste Flughafen ist der 36,2 Kilometer entfernt liegende Flughafen Deauville in Saint-Gatien-des-Bois.
Auf dem Gemeindegebiet gelten kontrollierte Herkunftsbezeichnungen (AOC) für Calvados, Pommeau (Pommeau de Normandie), Pont-l’Évêque (Käse) und Camembert de Normandie sowie geschützte geographische Angaben (IGP) für Schweinefleisch (Porc de Normandie), Geflügel (Volailles de Normandie) und Cidre (Cidre de Normandie und Cidre normand).